# Upata
Upata è una città dello stato di Bolívar, in Venezuela. La città è il centro amministrativo del municipio di Piar. Ha una popolazione di 156.000 abitanti ed è la terza maggiore città dello stato dopo la capitale, Ciudad Guayana e Ciudad Bolívar. Si trova tra i bacini dei fiumi Orinoco e Cuyuní.